# El Valle de la Unión
El Valle de la Unión est une localité de la province de Colón, au Panama.